# Багдадлян, Пол
Пол Багдадлян (арм. Փոլ Բաղդադլյան; з.-арм. Փօլ Պաղտատլեան; англ. Paul Baghdadlian; 10 июля 1953, Алеппо — 28 июня 2011, Глендейл), также известный как Пол (арм. Փոլ; англ. Paul) — армяно-американский певец, композитор, продюсер, получивший большую известность в армянской диаспоре как Король любовных песен.

## Биография
Пол Багдадлян родился 10 июля 1953 года в городе Алеппо (Сирия). Начал исполнять современную армянскую музыку в Бейруте. В 1965 году, когда Полу было 12 лет, умерла его мать. В начале 1970-х, познакомившись с творчеством Арута Памбукчяна, начал писать любовные песни. В 1977 году переехал в Лос-Анджелес, где и записал свой первый альбом.
Умер от рака 28 июня 2011 года в возрасте 57 лет в городе Глендейле (США).

## Дискография

### Студийные альбомы
- 1976 — Идет дождь (арм. Անձրև է գալիս, англ. It’s raining)
- 1977 — Я тебя люблю (арм. Սիրում եմ քեզ, англ. I love you)
- 1977 — Материнская любовь (арм. Մոր սերը, англ. Mother’s love)
- 1978 — Клянусь тебе (арм. Սբասում եմ քեզ, англ. Waiting for you) (двойной альбом)
- 1979 — The Last Tango
- 1980 — Mareta
- 1981 — Черные глаза (арм. Սև աչեր, англ. Black eyes)
- 1982 — Моему сыну (арм. Զավագիս, англ. To my son)
- 1983 — Только меня люби (арм. Միայն ինձ սիրե, англ. Love me)
- 1985 — Без тебя (арм. Արանց քեզ, англ. Without you)
- 1987 — полюбил я одну (арм. Սիրեցի ես մեկին, англ. I loved someone)
- 1989 — Happy Birthday
- 1991 — Нежная девушка (арм. Նազ աղջիկ, англ. Cute girl)
- 1992 — Я люблю (арм. Սիրեմ, англ. I love)
- 1993 — Я не знал я не знаю (арм. Չգիտեի չգիտեմ, англ. Didn’t know, don’t know)
- 1994 — Это вопрос ностальгии (арм. Գարոդի հարց է, англ. It's a matter of nostalgia)
- 1995 — Цветок жизни (арм. Կյանքի ծաղիկ, англ. Flower of life)
- 1998 — Ты мой мир (арм. Դու իմ աշխարհն էս, англ. You are my world)
- 1999 — Доброе утро тебе (арм. Քեզ պարի լոյս, англ. Good day for you)
- 2000 — Моя жизнь... (арм. Գյանքս..., англ. My life)
- 2001 — Забывать... (арм. Մորցիր..., англ. Forget)
- 2004 — Моя красота (арм. Անուշիգս, англ. My beauty)
- 2008 — Где ты? (арм. Ուր էս, англ. Where are you)
- 2010 — Моя душа (арм. Հոգիս իմ, англ. My soul)

### Живые концерты
- 1981 — Paul In Concert: Sona Chan
- 2001 — Live in Damascus: Love songs
- 2001 — Live in Damascus: Любить нацию (арм. Ազգ սիրեցեք, англ. Love our Nation)
- Paul Live